# Botanischer Garten von Bogotá

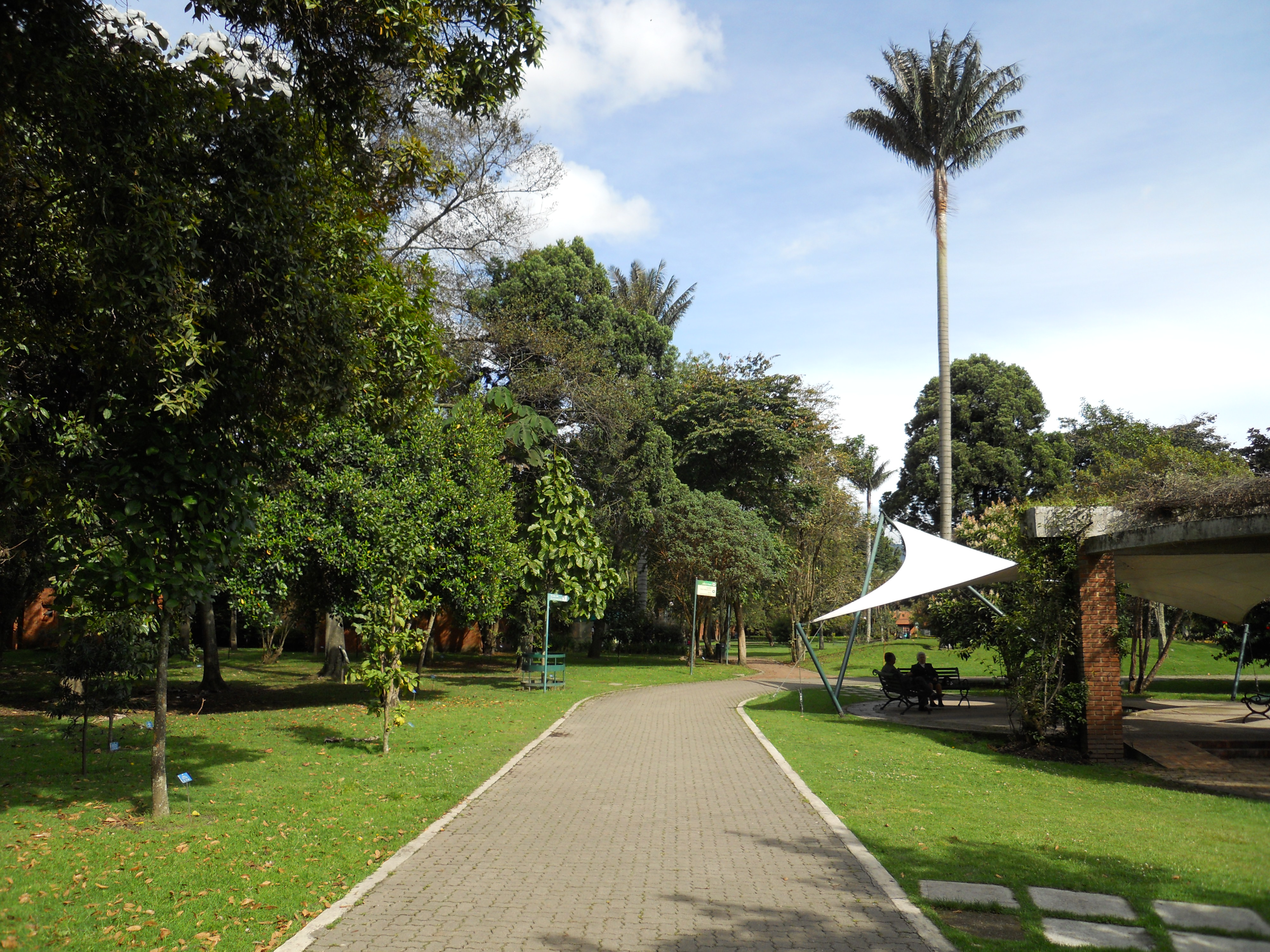
Pfad im Botanischen Garten von Bogotá

Der Jardín Botánico de Bogotá (JBB, dt.: Botanischer Garten von Bogotá, auch Jardín Botánico José Celestino Mutis) ist ein öffentlicher Park und zugleich eine Forschungseinrichtung in Bogotá, benannt zu Ehren des spanischen Priesters und Botanikers José Celestino Mutis, der 1783 eine botanische Expedition durch Kolumbien leitete. Er befindet sich im Stadtbezirk Engativá.
Der Park wurde 1955 eröffnet und hat eine Fläche von 19,5 Hektaren. Er liegt auf einer Höhe von 2552 Meter über NN. Der Teil des Botanischen Gartens ist ein weitläufiges Terrain, das von zahlreichen Pfaden aus den Blick auf die Vielfalt über Hunderte von Arten von Kräutern, Heilpflanzen, Gemüse und Früchte ermöglicht. Die vorhandenen Gewächshäuser werden dabei auf ein Temperaturspektrum von etwa von 10 bis 40 Grad Celsius Temperatur gehalten, die Luftfeuchtigkeit reicht von 60 bis 85 Prozent. 
Die Flora aller verschiedenen Regionen Kolumbiens, von La Guajira über die Moore des Andenhochlandes bis in das Amazonasbecken, sind repräsentiert. Eine der interessantesten Sammlungen sind die circa 5.000 kolumbianischen Orchideenarten und ein Rosengarten mit 73 Arten, sowie Wintergärten mit Pflanzen, die im warmen, trockenen sowie regnerischen Klima gedeihen.
Kolumbien ist nach Brasilien das zweitartenreichste Land der Erde. Die Klimazonen Kolumbiens sind mit der Mitteleuropas nur wenig vergleichbar, entsprechend kommen dort einfach auch andere Pflanzen vor. Typisch sind Palmen, die man sogar im kühlen Klima Bogotás zu Gesicht bekommt. Sie sind dort zwar nicht unbedingt beheimatet, überleben aber problemlos, da die Temperatur dort ganzjährig deutlich über null Grad ist.
Der Botanische Garten ist täglich von 8 bis 17 Uhr, sonntags und feiertags von 9 bis 17 Uhr geöffnet. Der Eintritt ist wenig mehr als 1 Euro (3.500 pesos), Kinder von vier bis 12 zahlen die Hälfte. Für Besucher bis drei und über 60 Jahre ist der Besuch frei.